# Ictinaetus
Ictinaetus is een monotypisch geslacht van vogels uit de familie van de havikachtigen (Accipitridae). De wetenschappelijke naam van het geslacht is voor het eerst geldig gepubliceerd in 1843 door Edward Blyth. De enige soort is:
- Ictinaetus malaiensis – Indische zwarte arend